# Lloyd Appleton
Lloyd Appleton (n. 1 februarie 1906, Iowa, SUA – d. 17 martie 1999, Oberlin, Ohio, SUA) a fost un luptător ce a reprezentat Statele Unite ale Americii, medaliat olimpic. A participat la o ediție a Jocurilor Olimpice (1928) în care a câștigat două medalii de argint.